# Guna (Samkhya)
Der Begriff Guna (Sanskrit, m., गुण, guṇa, urspr.: Schnur, Faden; später: Eigenschaft, Qualität) oder auch Triguna beschreibt nach dem philosophischen Konzept des indischen Samkhya die Qualitäten jener Kräfte, aus denen die Urmaterie des Swarlokas, Prakriti, zusammengesetzt ist. Diese Lehre wurde später von anderen Richtungen übernommen und spielt im hinduistischen Denken eine wesentliche Rolle.
Nach Vorstellungen des indischen philosophischen Systems Samkhya ist die Urmaterie (Prakriti) durch drei wesentliche Eigenschaften oder Kennzeichen (Gunas) charakterisiert: Tamas (Trägheit, Dunkelheit, Chaos), Rajas (Rastlosigkeit, Bewegung, Energie) und Sattva (Klarheit, Güte, Harmonie).

## Gunas in der Bhagavadgita
Neben anderen Schriften des Hinduismus geht die Bhagavad Gita im siebzehnten und achtzehnten Kapitel ausführlich auf die Gunas ein und beschreibt ihre elementare Bedeutung für das Denken und Handeln des Menschen. Sie nennt drei Arten des Glaubens (Shraddha), drei Arten von Nahrung, drei Arten von Opfer, drei Arten der Buße oder Askese (Tapas) sowie die drei Arten der Barmherzigkeit beim Spenden von Gaben (Dāna).
Krishna benennt zunächst die drei Arten des Glaubens und wie diese von den Gunas beeinflusst sind.
1. Menschen, bei denen Sattva vorherrscht, verehren die Götter.
2. Menschen, bei denen Rajas überwiegt, verehren Rakshasas und Yakshas.
3. Menschen, bei denen Dunkelheit und Trägheit (Tamas) vorwiegend zu finden sind, verehren Gespenster und Geister (Bhutas oder Pretas).

Hinzugefügt wird die Gruppe derjenigen, die sinnlos, von Trug und Ichsucht sowie Rajas und Tamas beherrscht, Körper und Seele peinigen. Sie gelten als dämonengleich gesinnt.
(Bhagavadgita 17.1-6)
Die drei Arten der Speisen:
1. Milde Speise, voll Saft und Geschmack, beruhigend, bekömmlich und frisch, ist beliebt bei Menschen, in denen Sattva überwiegt. Diese Speisen beleben und spenden Energie, Stärke und Gesundheit und bringen Freude sowohl körperlich als auch geistig.
2. Extrem scharfe, bittre, beißende, saure, salzige, scharf gewürzte Speisen werden von Menschen bevorzugt, in denen Rajas vorherrscht. Sie verursachen Verstimmung des Körpers und des Geistes und schlechte Gesundheit oder Krankheit.
3. Speise, die schal und geschmacklos, verdorben und unrein ist, wird von Menschen mit einer Disposition zu Tamas geschätzt. (Bhagavadgita 17. 7-11)

Die drei Arten der Opfer:
1. Wer nicht nach Lohn fragt und die Riten nach Vorschrift ausführt, hat eine von Sattva erfüllte Haltung. Sein Opfer ist von Herzen gegeben und um seiner selbst willen.
2. Wer jedoch dem äußeren Schein wegen und nach göttlicher Belohnung heischend opfert, hat eine von Rajas geleitete Haltung.
3. Wenn bei einem Opfer jedoch der Glaube fehlt und gegen die Opfervorschriften gehandelt wird, so überwiegt Tamas, die Dunkelheit. Es liegt kein Essensopfer, kein Gebet der Hingabe und kein Geschenk für den leitenden Priester vor und es mangelt an jeglichem Glauben. (Bhagavadgita 17.11-13)

Die drei Arten der Askese (Tapas):
1. Wenn die dreifache Übung (weil drei Arten) der Askese hingebungsvoll und mit erleuchtetem Geist ausgeübt wird, ohne Gedanken an eine Belohnung, herrscht Sattva vor.
2. Rajas herrscht dagegen vor, wenn man die Askese aus egoistischem Stolz oder für Ruf, Verehrung und Ehre betreibt. Die Wirkung dieser Art von selbstauferlegter Strenge wird wegen des Mangels an Entschlossenheit und gutem Vorsatz nicht von langer Dauer sein.
3. Tamas dominiert, wenn die Übungen um einer törichten Idee willen oder der Lust an den auferlegten Mühen und Qualen wegen oder in der Absicht, einem anderen zu schaden, unternommen werden. (Bhagavadgita 17.14-19)

Die drei Arten von Gaben und Geschenken (Dāna):
1. Das Geschenk ist von der Art des Sattva, wenn es verdienstvollen Menschen zugutekommt und dies am rechten Ort und zur rechten Zeit geschieht; nicht wegen zurückliegender oder erwarteter Nutzen und Vorteile, sondern einfach nur aus dem Wissen heraus, das Richtige zu tun.
2. Die Gabe ist von der Art des Rajas, wenn diese in der Erwartung von Gegenleistungen oder um einer Belohnung willen getätigt wird.
3. Das Geben ist von der Art des Tamas, wenn der Beschenkte unwürdig ist, wenn Ort oder Zeit ungeeignet sind, wenn die Motive verächtlich sind und mit Geringschätzung der Gefühle des Beschenkten gegeben wird. (Bhagavadgita 17. 20-22)

## Geschichte
In der ältesten Zeit ging man davon aus, dass bestimmte Eigenschaften der Elemente als Objekte der Sinnesorgane nicht nur Wahrnehmungen hervorrufen, sondern auch den Anstoß zur Entstehung der Empfindungen geben. In der Chandogya Upanishade waren den drei Urelementen bestimmte Farben zugeschrieben worden: Weiß, Rot und Schwarz. Die gleichen Farben schrieb die Samkhya-Philosophie der Urmaterie zu. In der Upanishade handelte es sich jedoch dabei um drei verschiedene Elemente; der Samkhya-Philosoph Pancashika nimmt hingegen die Gunas als drei Eigenschaften einer Urmaterie an.
Der Begriff der Eigenschaft als eigener Kategorie des Seins war jedoch zu dieser Zeit noch nicht entwickelt, dies war eine Leistung des Vaisheshika-Systems. Eigenschaften erschienen noch dinghaft, als eigenständige Wesenheiten. Bei Pancashika verbinden und trennen sich die Gunas, stützen und verdrängen sich wie selbständige Elemente. Aus der noch nicht-manifestierten Urmaterie manifestiert sich die Welt der Phänomene, wie das Ichbewusstsein (Ahamkara, wörtlich: „Ich-Macher“) und die zehn Sinnesorgane (Indriyani).
Obwohl das Konzept der Gunas von der dualistischen Samkhya-Philosophie entwickelt wurde, ließ es sich später ohne weiteres in den monistischen Advaita Vedanta integrieren. Hier werden die Gunas jedoch nicht der Prakriti zugeordnet, sondern der Maya (Illusion), die sich ebenfalls in den zehn Sinnesorganen manifestiert.

## Bedeutung für den Yoga
Nach der Lehre von den Gunas ist die niedere Prakriti (Natur) aus drei Qualitäten gebildet, die immer im Menschen wirksam sind: Sattva, Rajas, und Tamas. Die Mischung der Kräfte ist verschieden. Dabei kann eine der drei Kräfte in der Person besonders herausgestellt sein, jedoch sind die beiden anderen immer vorhanden. So findet sich in einem Menschen, der gänzlich von Tamas beherrscht wird, von Trägheit und geistiger Dunkelheit, immer auch Spuren von Rajas und gelegentlichem Aufblitzen von Sattva.
Nach Aurobindo ist eine wirksame Beeinflussung dieser drei Eigenschaften durch das Ich nicht möglich, da es selbst Teil der Prakriti und damit Teil der Gunas sei. Weiterhin heißt es, eine Beherrschung von Rajas, des Begehrens und der Leidenschaft, durch strenge Disziplin berge die Gefahr, dass neben einem stillen Frieden sich die Kräfte der Trägheit ausbilden und die positiven Kräfte der Dynamik verloren gehen.
Eine wirkliche Beeinflussung der Gunas könne demzufolge im Yoga nur durch den verborgenen Purusha (die Seele) erfolgen. Dabei müsse sich dieser aus den Verwicklungen der Gunas lösen und als stiller Beobachter über sie erheben.
Er könne dann beobachten, wie die „Wellen“ der Gunas auf- und absteigen und lernen, seine eigene Natur zu verstehen. In einem zweiten Schritt sei es ihm dann möglich, diese Natur zu beeinflussen.
Über das rechte Verhalten gegenüber den Kräften der Gunas erklärt Gott Krishna in der Bhagavadgītā:

„Wer, wo ein ‚Guna‘ ihm erscheint, / Er darum diesen doch nicht hasst, / Nach andern ‚Gunas‘ nicht begehrt, / Im Geiste ruhig und gefasst; /
Wer gleichsam unbeteiligt bleibt, /
Bei eines ‚Guna‘ Gegenwart, /
Wer denkt, ‚ein Guna treibt sein Spiel‘, /
Und deshalb stets den Gleichmut wahrt; /
Wer standhaft ist in Freud und Leid, /
Wem gleich ist Scholle, Stein und Gold, /
Wer gleich sich bleibt, wenn man ihn schmäht /
Und wenn man ihm Bewund’rung zollt; /
Wem gleich ist Ehre oder Schmach, /
Ob Freund, ob Gegner unterliegt, /
Wer jeder Tat entsagt, der hat /
Der ‚Eigenschaften‘ Macht besiegt.“

## Sonstiges
Guṇa bezeichnet des Weiteren eine Ablautstufe der klassischen, auf Panini zurückgehenden Sanskritgrammatik.